# Interprovincial Championship 1997-98
El Interprovincial Championship de 1997-98 fue la quincuagésimo segunda edición del torneo de equipos provinciales de la Isla de Irlanda, es decir tanto de la República de Irlanda como de Irlanda del Norte.
El torneo otorgó tres plazas para la Copa Heineken 1998–99.

## Sistema de disputa
El torneo se disputó en formato de todos contra todos, otorgando 2 puntos por el triunfo, 1 por el empate y 0 por la derrota. El equipo que obtuviera más puntos al final del campeonato era declarado campeón.

## Desarrollo
- Tabla de posiciones:[1]

| Pos. | Equipo         | Encuentros | Encuentros | Encuentros | Encuentros | Tantos | Tantos | Tantos | Puntos |
| Pos. | Equipo         | PJ         | PG         | PE         | PP         | F      | C      | Dif    | Puntos |
| ---- | -------------- | ---------- | ---------- | ---------- | ---------- | ------ | ------ | ------ | ------ |
| 1.º  | Leinster Rugby | 3          | 2          | 0          | 1          | 61     | 46     | +15    | 4      |
| 1.º  | Munster Rugby  | 3          | 2          | 0          | 1          | 56     | 43     | +13    | 4      |
| 3.º  | Ulster Rugby   | 3          | 1          | 0          | 2          | 64     | 65     | -1     | 2      |
| 4.º  | Connacht Rugby | 3          | 1          | 0          | 2          | 42     | 69     | -27    | 0      |

|  | Campeón. |

### Resultados
| 1997 | Connacht | 9 - 29 | Munster |  |  |

| 1997 | Leinster | 26 - 25 | Ulster |  |  |

| 1997 | Connacht | 27 - 17 | Ulster |  |  |

| 1997 | Munster | 15 - 12 | Leinster |  |  |

| 1997 | Leinster | 23 - 6 | Connacht |  |  |

| 1997 | Ulster | 22 - 12 | Munster |  |  |

| Bandera de Irlanda     |
| Campeón Leinster       |
| Vigésimo primer título |

| Bandera de Irlanda |
| Campeón Munster    |
| Vigésimo título    |